# Tadeusz Wysocki
Tadeusz Wysocki (ur. 30 lipca 1925 w Gnieźnie, zm. 1982) – polski chemik, poseł na Sejm PRL IV kadencji.

## Życiorys
Uzyskał wykształcenie wyższe, z zawodu chemik. Pracował jako kierownik wydziału w Zakładach Włókien Sztucznych „Stilon” w Gorzowie Wielkopolskim. W 1965 uzyskał mandat posła na Sejm PRL w okręgu Gorzów Wielkopolski z ramienia Polskiej Zjednoczonej Partii Robotniczej. W parlamencie zasiadał w Komisji Handlu Zagranicznego.

## Odznaczenia
- Srebrny Krzyż Zasługi
- Odznaka 1000-lecia Państwa Polskiego (1966)[2]